# Kabupaten Aceh Tengah
Kabupaten Aceh Tengah är ett kabupaten i Indonesien.   Det ligger i provinsen Aceh, i den västra delen av landet, 1 600 km nordväst om huvudstaden Jakarta. Antalet invånare är 189 939. Arean är 4 318 kvadratkilometer.
Terrängen i Kabupaten Aceh Tengah är huvudsakligen mycket bergig.